# Harrietstown
Harrietstown est une ville située dans le comté de Franklin dans l'État de New York aux États-Unis. La population s'élevait à 5 709 habitants lors du recensement de 2010.